# Ngorongoro
A cratera de Ngorongoro é uma das maiores atracções da Tanzânia.
É também considerada a Arca de Noé da África Oriental, por abrigar no seu seio a quase totalidade das espécies animais daquela região, integrados num ecossistema que ainda não foi afectado pela mão do homem. Observado do alto das suas falésias ou do fundo da sua vastíssima cratera, o Ngorongoro é um dos locais mais fascinantes de África.
De fato, a cratera de Ngorongoro é um lugar muito bonito, que abriga milhares de animais selvagens.
Foi até chamada de “a oitava maravilha do mundo” por alguns naturalistas, e pode-se entender o motivo.
A origem do nome, Ngorongoro, é desconhecida ao certo. Segundo a Sociedade de Conservação da África Oriental, alguns dizem que Ngorongoro era o nome de um masai que fazia sinos para gado e vivia na cratera. Outros afirmam que o nome vem de um valente grupo de guerreiros datogos que foram derrotados pelos massais numa batalha ocorrida na cratera há 150 anos. Mas, de repente, quando se avistam as zebras pastando perto do estacionamento, a origem do nome parece irrelevante. Visitantes podem seguir num  veículo e chegar bem perto, sem que as zebras reparem na sua presença. 
A cratera fica a 2.236 metros acima do nível do mar e é a maior caldeira intacta, ou vulcão desmoronado, do mundo. Mede mais de 19 quilômetros de diâmetro e tem uma superfície de 304 quilômetros quadrados, sendo que dentro da cratera é surpreendentemente quente. Ao passo que o motorista percorre lentamente o fundo da cratera, passa-se por um pequeno lago salgado com muitos flamingos rosados. A borda da cratera que agora ficou para trás destaca-se em contraste com o céu azul. Pode ouvir-se o barulho de zebras e gnus misturado com outros sons exóticos.

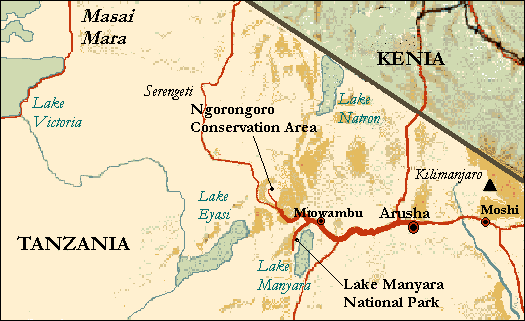
Mapa da Zona de Conservação de Ngorongoro na Tanzânia.

As crateras de Ngorongoro e suas vizinhas são adições recentes à paisagem. Depois de uma intensa  atividade vulcânica por milhões de anos, o Kilimanjaro com seu canal central cheio de rocha sólida, e o material líquido no seu interior forçando para sair, a lava começou a vazar. "Fraturas circulares desenvolveram-se e o cone entrou em colapso formando a  cratera. Diminutas atividades vulcânicas continuaram com a lava encontrando rupturas no fundo e nas bordas da montanha, criando os pequenos montes visíveis no interior da cratera". - Lonely Planet East Africa

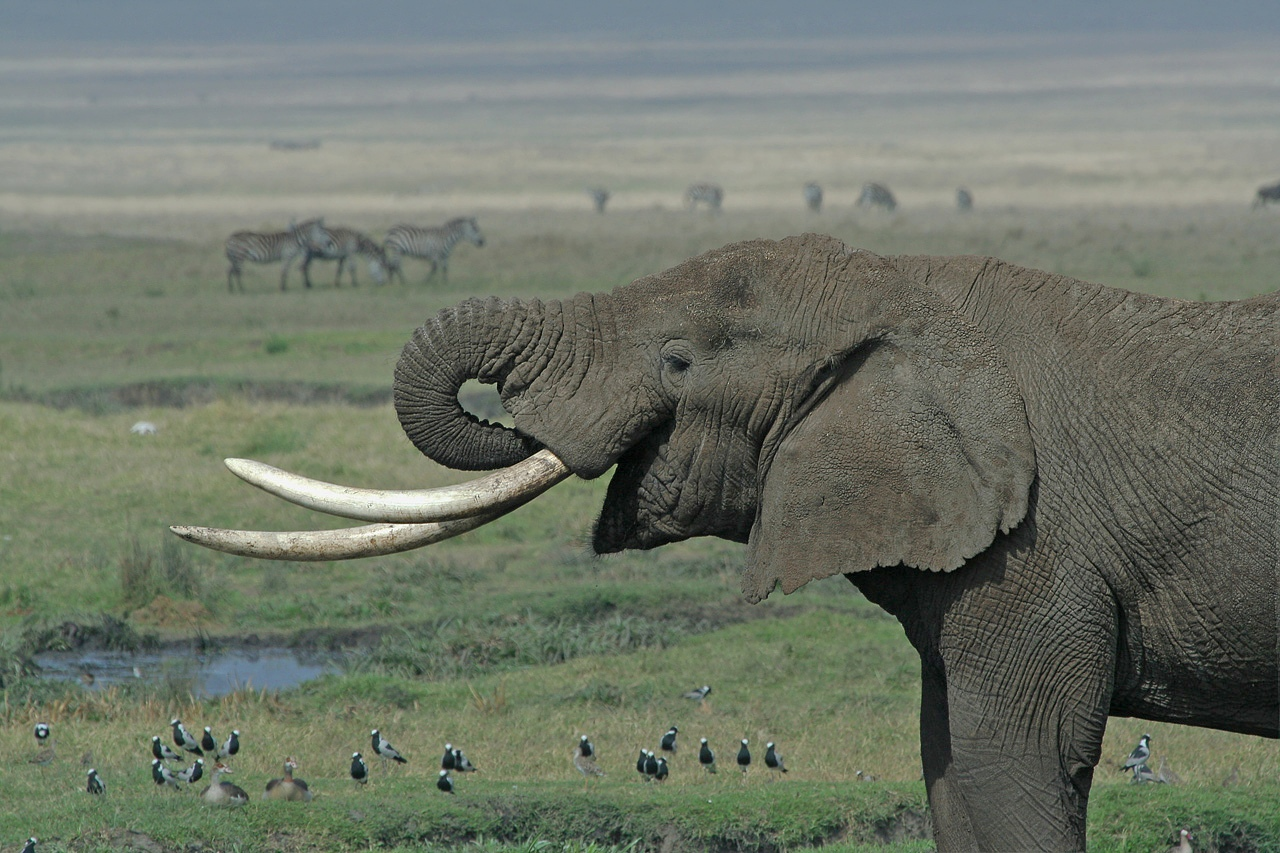
Elefante.

Na cratera de Ngorongoro pode-se ver búfalos, elefantes, zebras, gnus, gazelas, rinoceronte-negros e cercopiteco-de-face-negra e Predadores como guepardos, hienas, chacais, leões de juba negra e hipopótamos.
Um rinoceronte-negro pode  passar a poucos metros de visitantes  e se sentir  à vontade na cratera. É uma oportunidade rara observá-lo tão de perto em seu habitat. Essa fera que inspira medo está quase em extinção; estima-se que haja menos de 20 na cratera. Caçadores clandestinos foram pegos matando rinocerontes por causa dos chifres, que são vendidos ilegalmente para a fabricação de cabos de punhais e de remédios. A guarda-florestal faz patrulhas regulares para afastar os caçadores."
Alem disso, há um grande números de "aves de belas espécies, incluindo avestruzes, abetardas, garças, garça-cristadas, garça-brancas, búfago-de-bico-vermelhos e incontáveis rosados flamingos... Há pica-paus, Apali de peito amarelo, Nilaus afer e papa-moscas-do-paraíso. O Macronyx ameliae de peito rosado pode ser visto no capim alto, e até mesmo uma espécie rara de gralha.(g05 8/1 p. 17).
A cratera de Ngorongoro pode ser visitada durante o ano todo, mas durante os meses de abril e maio há muita chuva, o que danifica as estradas. O acesso ao interior da cratera pode ser suspenso neste período. O acesso ao seu interior é controlado, mas mesmo assim durante a temporada é provável encontrar dezenas ou até centenas de jipes em seu interior, todos a procura de uma boa foto.

## Galeria de imagens

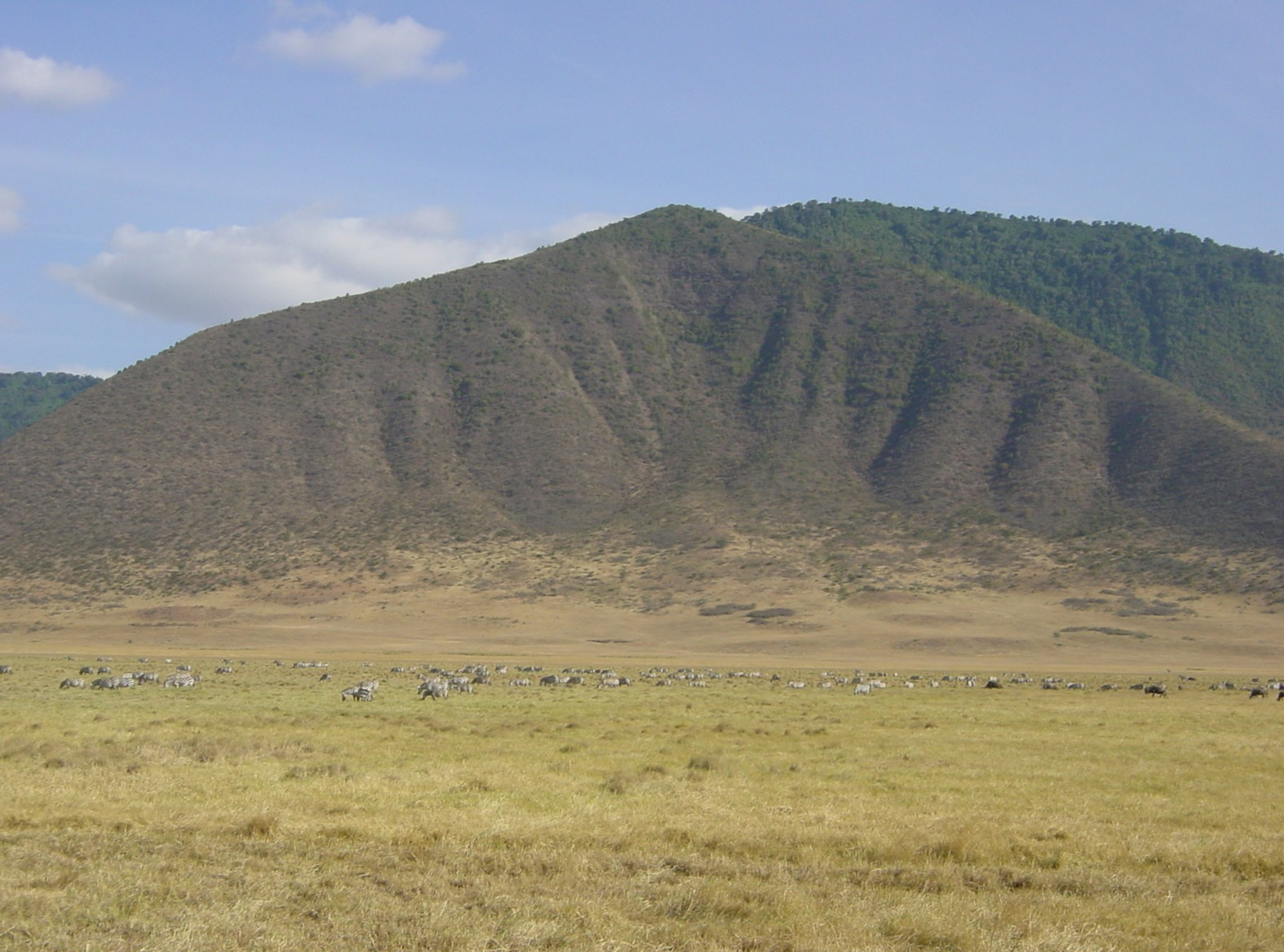
Gnus e zebras
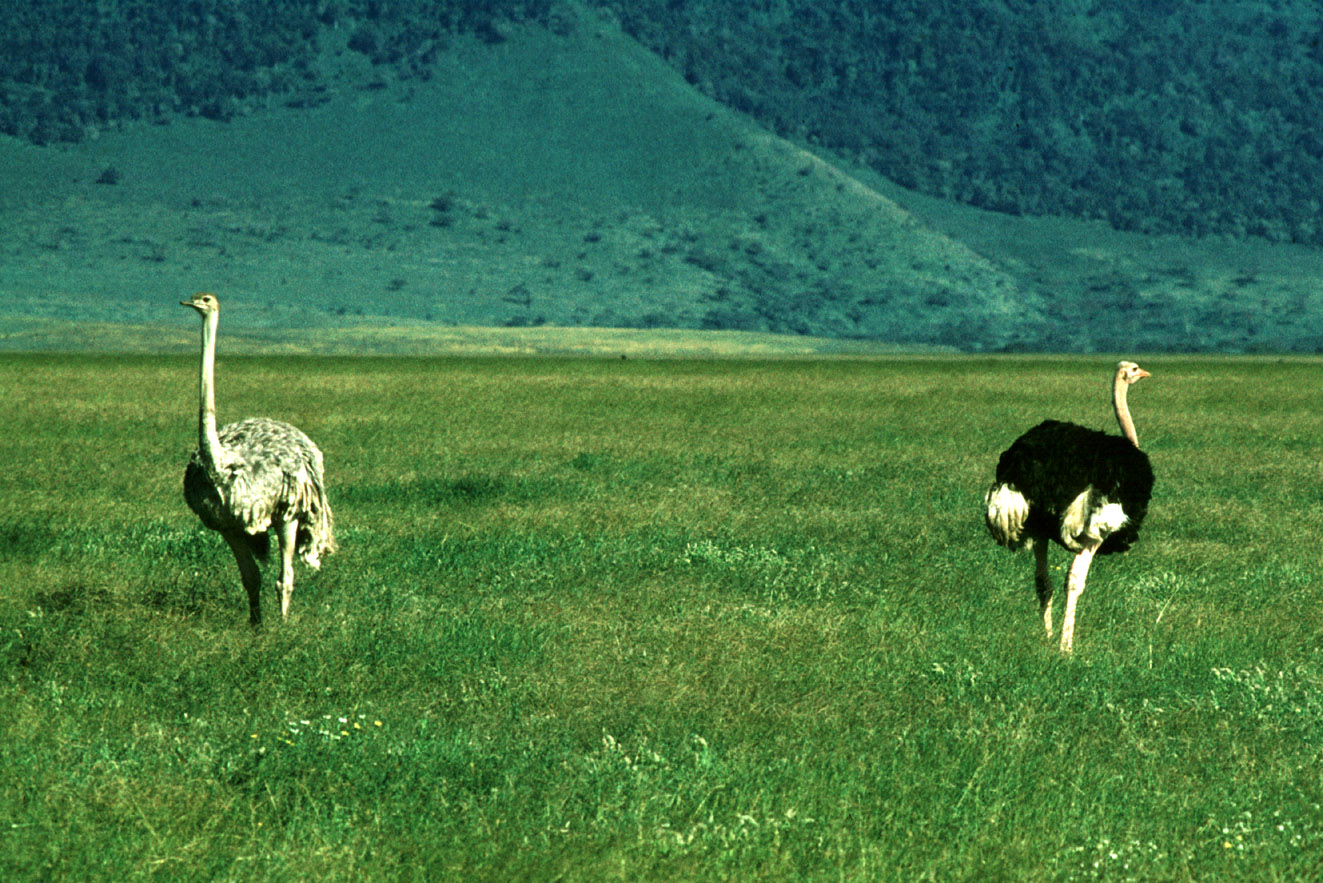
Avestruzes
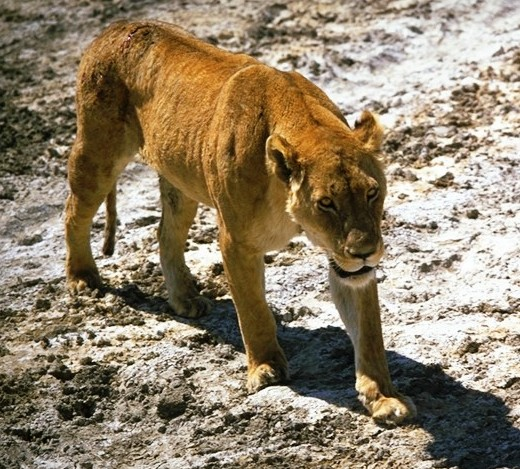
Leoa
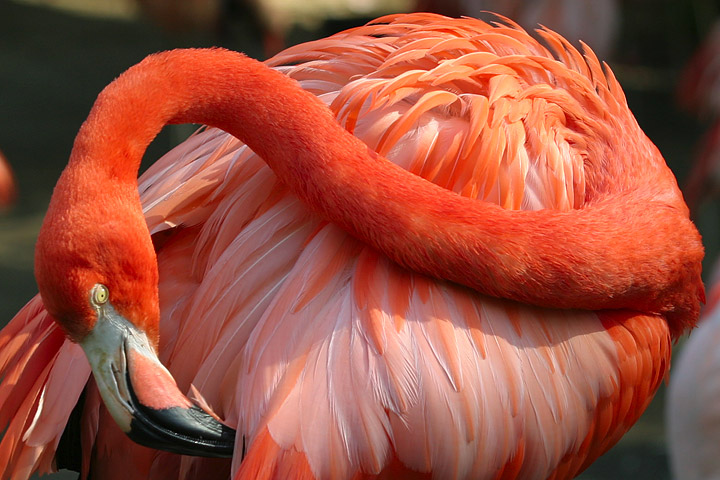
Flamingo